# 정석문
정석문(鄭晳文, 1976년 7월 24일~)은 대한민국의 아나운서이다.

## 학력
- 94학번 한영외국어고등학교 영어과
- 95학번 고려대학교 영어영문학과
- 99학번 고려대학교 경영전문대학원 마케팅 석사

## 경력
- 2001년 10월 1일 : SBS 공채 9기 아나운서
- SBS 콘텐츠전략본부 아나운서팀 부장급 아나운서

## 진행 프로그램

### TV
- SBS TV : 《해결 돈이 보인다》 진행
- SBS TV : 《잘 살아보세》 진행
- SBS TV : 《슈퍼스타 서바이벌》 진행
- SBS TV : 《TV 박스 오피스》 진행
- SBS TV : 《SBS 뉴스와 생활경제》임시진행 (2008년 7월 3일~4일, 2008년 9월 12일)
- SBS TV : 《토요일 출발! 모닝와이드 1, 2부》 진행 (2008년 12월 6일 ~ 2011년 3월 19일)
- SBS TV : 《SBS 생활경제》 진행 (2009년 10월 5일 ~ 2018년 12월 28일)
- SBS TV : 《SBS 뉴스 (1010)》 진행 (2020년 12월 14일 ~ 현재)
- SBS TV : 《SBS 오 뉴스》임시진행 (2022년 8월 1일~2일, 30일~31일, 9월 1일~2일, 5일)

### 라디오
- SBS 러브FM : 《SBS 아침종합뉴스》 진행 (~ 2017년 2월 12일)
- SBS 러브FM : 《섹션라디오》 진행 (2006년 11월 6일 ~ 2017년 8월 27일)

| SBS 올해의 아나운서 |               |        |
| 2004년              | 2005년 정석문 | 2006년 |
| 김소원              | 2005년 정석문 | 박은경 |
|                     |               |        |
|                     |               |        |